# Sabella spirobranchia
Sabella spirobranchia är en ringmaskart som beskrevs av Zachs 1933. Sabella spirobranchia ingår i släktet Sabella och familjen Sabellidae. Inga underarter finns listade i Catalogue of Life.